# Jambu (Wangon)
Jambu is een bestuurslaag in het regentschap Banyumas van de provincie Midden-Java, Indonesië. Jambu telt 6425 inwoners (volkstelling 2010).